# جون إيسلمونت
جون إبنيزر إيسلمونت بكالوريوس الطب والجراحة (1874 – 1925)، من اسكتلندا، كان من أتباع الديانة البهائية البريطانيين البارزين. وقد أطلق حضرة شوقي أفندي، ولي أمر الدين البهائي، على إيسلمونت بعد وفاته لقب يد أمر الله، وهو أحد عبد البهاء (سلف أفندي)، وأحد أبرز ثلاثة علماء بهائيين في المملكة المتحدة. كان مؤلف أحد أهم النصوص التمهيدية عن الدين البهائي (بهاءالله والعصر الجديد) وعمل مترجمًا للنصوص البهائية قرب نهاية حياته. بالإضافة إلى عمله في مجال الديانة البهائية، كان إيسلمونت طبيبًا بارعًا، فضلاً عن كونه لغويًا، يتقن اللغة الإنجليزية والفرنسية والإسبانية والألمانية والإسبرانتو، ثم الفارسية والعربية لاحقًا. توفي الدكتور إيسلمونت بسبب مرض السل في دولة فلسطين عام 1925.

## الخلفية

### نشأته والتعليم
وُلِد جون إيبينيزر إيسليمونت في أبردين، اسكتلندا في 19 مايو 1874، وهو الابن الثالث والطفل الرابع لجون إي. إيسليمونت ومارجريت ديفيدسون. كانت عائلة إيسلمونت متميزة ومتميزة، وكان جون ليثبت أنه ليس استثناءً. تلقى تعليمه في مدرسة فيري هيل وكلية روبرت جوردون [الإنجليزية] في أبردين. ثم انتقل إلى جامعة أبردين، حيث تخرج بدرجة مشتركة في الطب والجراحة مع مرتبة الشرف في عام 1898. وفي سنته الأخيرة، فاز بميدالية في الجراحة السريرية وكان وصيفًا لجائزة جيمس أندرسون الذهبية في الطب السريري. باعتباره فائزًا بمنحة فيليبس للأبحاث، أمضى الجزء الأخير من عام 1899 في جامعتي برن وستراسبورغ للبحث في علم الأدوية. وفي نهاية ذلك العام، عاد إلى أبردين وواصل أبحاثه. في مرحلة ما خلال سنوات دراسته الجامعية، أصيب إيسلمونت بمرض السل. وهذا من شأنه أن يغير مسيرته المهنية وحياته بشكل جذري، حيث سيركز جهوده على علاج مرض السل والعناية به والقضاء عليه، فضلاً عن العمل على الحفاظ على صحته قدر الإمكان. في ديسمبر 1902، تزوج جون من جين فريزر، عازفة البيانو الماهرة، واستقر في أستراليا. ولكن للأسف لم يستمر الزواج طويلاً ولم ينجب الزوجان أطفالاً.

### مهنته الطبية
بدأ إسلمونت مسيرته الطبية في أبردين، لكنه انتقل إلى أستراليا عام 1902. وهناك، تولى منصبًا في مستشفى أرارات، وأصبح جراح المنطقة ومسؤول الصحة في مقاطعة ألكسندر. عاد إلى أبردينشاير عام 1903، وفي وقت لاحق من العام نفسه، غادر إلى جنوب إفريقيا على أمل أن يكون المناخ مفيدًا لصحته. عمل في جنوب إفريقيا لمدة خمس سنوات، حيث شغل منصب مسؤول طبي في مستشفى حكومي، ثم جراح المنطقة في كرونستاد. عاد إلى بريطانيا عام 1908، وتولى منصب مسؤول طبي مقيم في مصحة هوم ساناتوريوم في بورنموث، إنجلترا. كانت هذه المصحة واحدة من العديد من المرافق التي أُنشئت لرعاية وعلاج مرضى السل، حيث كان المرض شائعًا جدًا في ذلك الوقت. بالإضافة إلى دوره كمقدم رعاية طبية، نظم جون فعاليات لمرضاه من أجل رفع معنوياتهم، وقضى ساعات طويلة في مواساة أولئك الذين هم في أواخر حياتهم. كما شارك إسلمونت أيضًا في وضع تصور لخدمة صحية وطنية شاملة. ساهم في تأسيس جمعية الخدمات الطبية الحكومية، وقدّم توصياتٍ أصبحت أساسًا للخدمة الصحية الوطنية البريطانية. حالت المشاكل الصحية المتزايدة وتركيزه على عمل الدين البهائي دون استمراره في مسيرته الطبية، وفي ربيع عام 1923، غادر إيسلمونت بورنموث وعاد إلى أبردين.

### اكتشاف الدين البهائي
سمع إيسلمونت عن الدين البهائي في أواخر عام 1914، من كاثرين باركر، زوجة أحد زملائه المهنيين. وبعد أن قام إيسلمونت بالبحث في العديد من أنظمة المعتقدات، أصبح مهتمًا باكتشاف نظام آخر في الدين البهائي، فاستعار بعض الكتيبات من كاثرين باركر والتي أثارت اهتمامه أكثر. بحلول شهر مارس من عام 1915، كان قد قرأ العديد من الكتب وبدأ في تبني أنماط الحياة البهائية، ليصبح بذلك أول بهائي في بورنموث. ساعد في تشكيل جماعة بهائية في بورنموث وبدأ في التحدث إلى مجموعات مختلفة حول الدين. كما ساهم أيضًا بالتبرع بالمال لصندوق معبد البهائيين في الولايات المتحدة وترجم أحد الأعمال المبكرة لبهاء الله، «الكلمات الخفية»، إلى لغة الإسبرانتو.
وفي حوالي عام 1918، كتب عبد البهاء، الذي كان آنذاك رئيسًا للدين، مذكرة تكريمًا لإسلمونت، وأبدى أيضًا اهتمامًا بكتاب كان يعمل عليه. بعد استلام مسودة مبكرة من هذا الكتاب، دعا عبد البهاء إيسلمونت إلى فلسطين، وهو ما قام به في شتاء عامي 1919 و1920، بعد معركة مجدو (1918). وفي نهاية المطاف، تمكن عبد البهاء من مراجعة عدة فصول بنفسه. لقد لعبت أخبار إعلان إيمان إيسلمونت، وكتابه القادم، دورًا في تأسيس بداية المجتمع البهائي الأسترالي [الإنجليزية] وفي أماكن أخرى. انتخب إيسلمونت رئيسًا للجمعية الروحية البهائية المحلية في بورنموث عندما تم انتخابها بعد بضع سنوات، ثم نائبًا لرئيس الجمعية الروحية الوطنية في المملكة المتحدة حتى غادر البلاد في عام 1924 بعد إغلاق المصحة التي كان يعمل بها. ثم سافر إلى فلسطين للمساعدة في أعمال الترجمة.
كان إيسلمونت، بالإضافة إلى تحدثه الإنجليزية بشكل جيد، يتقن الفرنسية والألمانية والإسبانية، وكان يتحدث اللغة الإسبرانتية وتعلم لاحقًا الفارسية والعربية بشكل جيد بما يكفي للمساعدة في الترجمة. بعد وفاة عبد البهاء، ذهب شوقي أفندي لقضاء إجازته في منطقة إيسلمونت المألوفة، بورنموث. وبعد ذلك، اتخذ إيسلمونت إقامة دائمة في فلسطين لمساعدة شوقي أفندي، الذي ساعد بدوره أيضًا في تحسين كتاب إيسلمونت.

## بهاءالله والعصر الجديد
في عام 1916 بدأ إيسلمونت العمل على كتاب أصبح فيما بعد بهاء الله والعصر الجديد، وهو ربما المجلد التمهيدي الأبرز عن الدين البهائي والذي نُشر في النهاية عام 1923، ومنذ ذلك الحين تُرجم إلى عشرات اللغات.
وبسبب متطلبات حياته المهنية، لم يتمكن من إكمال سوى نصف الكتاب بحلول مايو 1918، وعندما علم عبد البهاء في الجزء الأخير من ذلك العام بمشروع كتاب إيسلمونت، طلب نسخة لمراجعته، حيث أرسل إيسلمونت الفصول التسعة التي أكملها في يناير 1919. كان من المقرر أن يزور حيفا في يوليو 1919، وطلب منه عبد البهاء أن يأخذ معه المخطوطة المكتملة؛ ولكن بما أن إيسلمونت لم يكمل الكتاب فقد أرجأ زيارته لبضعة أشهر، فوصل إلى حيفا في أوائل نوفمبر وبقي حتى 23 يناير 1920. خلال هذا الوقت، قام عبد البهاء بمراجعة الكتاب وتحدث مع إيسلمونت حول الاقتراحات لتحسينه. بفضل قدرته على الوصول المباشر إلى عبد البهاء، تمكن إيسلمونت من جمع كمية كبيرة من المعلومات الجديدة حول تاريخ وتعاليم الدين البهائي. عاد إلى إنجلترا لمراجعة الكتاب، الذي أكمله في يونيو 1920. وقد تمت ترجمة العمل بعد ذلك إلى اللغة الفارسية وإرساله إلى عبد البهاء للمراجعة النهائية. وبما أن عبد البهاء توفي في عام 1921 قبل أن يراجع العمل بأكمله، فقد قام شوقي أفندي بمراجعة الباقي. صدرت الطبعة الأولى من كتاب بهاءالله والعصر الجديد في سبتمبر 1923، كما صدرت الطبعة الأمريكية في أكتوبر 1924. لا يزال الكتاب قيد الطباعة، على الرغم من أنه مر بالعديد من التحديثات والمراجعة. لقد تمت ترجمة كتاب بهاء الله والعصر الجديد إلى 60 لغة وهو أحد الكتب الأكثر توزيعًا حول الدين البهائي في العالم.
كما أجرى إيسلمونت أول مراجعة للتقدم العالمي للدين البهائي في عام 1919. على الرغم من عدم نشره، فقد تم التعرف عليه ومراجعته من قبل علماء حديثين مشيرين إلى أنه كان من المفترض أن يكون فصلاً في الكتاب. في عام 1920، نشرت دار إيسلمونت مراجعة للصلاة في الدين البهائي، وخاصة الصلاة الإلزامية الطويلة كما تُرجمت آنذاك.  وفي وقت لاحق، ستكون النسخة الموسعة عبارة عن فصل من كتاب بهاءالله والعصر الجديد.
وبعد مرور أكثر من ستين عامًا، في ثمانينيات القرن العشرين، ظل الكتاب ضمن العشرة الأوائل من بين الكتب البهائية التي يتم الاستشهاد بها ومن بين أكثر عشرة كتب عددًا حول الموضوعات البهائية الموجودة في المكتبات في عام 2008 حول العالم، كان ثاني أعلى كتاب هو بهاء الله والعصر الجديد.
احتوت الطبعات المبكرة على عدة فقرات لم يكن من الممكن التحقق من صحتها، أو كانت بحاجة إلى تصحيحات. وقد تمت مراجعتها وتحديثها، تحت سلطة المؤسسات البهائية، في الطبعات اللاحقة. وقد أشار النقاد إلى هذه الممارسة. وقد كتبت المؤسسات البهائية أن هذا جزء لا يتجزأ من الحفاظ على سلامة النصوص وتصحيح سوء الفهم من العصر الذي كتبت فيه

## المرض والموت
في وقت ما خلال سنوات دراسته الجامعية المبكرة، أصيب جون إيسلمونت بمرض السل. ونتيجة لذلك، ركز معظم حياته المهنية على رعاية وعلاج مرضى السل. كان يسعى بنشاط إلى إيجاد علاجات وتقنيات جديدة لمحاربة المرض، بينما كان ينتقل شخصيًا إلى مناخات كان يعتقد أنها ستكون أكثر ملاءمة لصحته من موطنه اسكتلندا. وعلى الرغم من أن تقدم حالة إيسلمونت كان بطيئًا، لم تكن هناك أدوية متاحة لعلاج مرض السل خلال حياته. بعد معاناته من نوبات مرضية متزايدة التكرار والمدة على مدى ما يقرب من ثلاثة عقود، توفي إيسلمونت بسبب مضاعفات المرض في 22 نوفمبر 1925. تم دفنه في المقبرة البهائية عند سفح جبل الكرمل في حيفا، إسرائيل.
وقد عين حضرة شوقي أفندي بعد وفاته إيسلمونت كأول أيادي الأمر الذي عينه في عام 1951، فضلاً عن كونه أحد تلامذة عبد البهاء. في عام 1955، وصف شوقي أفندي إيسلمونت بأنه أحد «النجوم الثلاثة للمجتمعات البهائية الأيرلندية والإنجليزية والاسكتلندية».

### إعطاء الأسماء
توجد مدرسة بهائية تحمل اسم إيسلمونت، وهي مدرسة جون إيسلمونت، في منطقة جرامبيان [الإنجليزية] في شمال شرق اسكتلندا تعمل منذ عام 1987.
هناك أيضًا محاضرة جون إيسلمونت التذكارية التي تقام سنويًا في شهر نوفمبر في أبردين، حيث يقدم المتحدثون من خلفيات طبية أبحاثًا لأقرانهم.
وفي النمسا، تأسست دار نشر في عام 2010 تخليداً لذكرى أعماله، وهي دار نشر دار نشر إيسلمونت، التي تقوم بنشر كتب الهدايا البهائية.

## الأعمال البارزة
ساعد في ترجمة الكلمات المخفية إلى الإسبرانتو، 1916
ما هو البهائي: كتيب نُشر عام 1919
الطبعة البريطانية لكتاب بهاءالله والعصر الجديد: نُشرت سنة 1923
بهاء الله ورسالته، كتيب نُشر سنة 1924
الطبعة الأمريكية لكتاب بهاء الله والعصر الجديد: نُشرت سنة 1924
ساعد في ترجمة لوح أحمد إلى الإنجليزية عام 1924
ساعد في ترجمة رواية نبيل إلى الإنجليزية، 1924
ساعد في ترجمة الكلمات المخفية إلى اللغة الإنجليزية، 1925

## الملاحظات
1. 1 2  "Early British Baháʼí History (1898-1930)". مؤرشف من الأصل في 2012-02-06. اطلع عليه بتاريخ 2008-02-18.
2. 1 2 3 4 5 6  Esslemont, John (1874-1925) نسخة محفوظة 2008-05-09 على موقع واي باك مشين. by موجان مومن, London: Baháʼí Publishing Trust, 1975. Baha'i World 1:133-6.
3. 1 2  "J. E. Esslemont - Named a Hand of the Cause at His Passing". Baháʼí News. ع. 15. يونيو 1973. ص. 6–8. مؤرشف من الأصل في 2016-03-04.
4. ↑  William Miller (b. Glasgow 1875) and Annie Miller (b. Aberdeen 1877) - The First Believers in Western Australia نسخة محفوظة 2008-02-26 على موقع واي باك مشين. The Scottish Baháʼí No.33 – Autumn, 2003
5. ↑  Making World Peace Real: The Principle of an Universal Auxiliary Language نسخة محفوظة 2007-11-29 على موقع واي باك مشين. by Paul J Desailly, p.18
6. ↑  Baháʼí International Community. ""Baháʼu'lláh and the New Era" editions and printings held in Baháʼí World Centre Library Decade by decade 1920 -2000+". General Collections. International Baháʼí Library. مؤرشف من الأصل في 2009-09-04. اطلع عليه بتاريخ 2009-04-04.
7. ↑  Moomen، Moojan (2004). Smith، Peter (المحرر). Baháʼís in the West. Kalimat Press. ص. 63–106, Esslemont's Survey of the Baha'i World 1919–1920. ISBN:1-890688-11-8. مؤرشف من الأصل في 2023-03-07.
8. ↑  Esselmont، John Ebenezer (أغسطس 1920). "A study of Bahai prayer". في Right Rev. W.P. Paterson؛ Russell، David (المحررون). The Power of Prayer. being a selection of Walker trust essays, with a study of the essays as a religious and theological document. The Macmillan Company. ص. 351–364. OL:6627634M.
9. ↑  Fazel، Seena؛ Danes, John (1995). "Baháʼí scholarship: an examination using citation analysis". Baháʼí Studies Review. ج. 5 ع. 1., Table 4: Most cited Baháʼí books, 1988-1993.
10. ↑  Van Den Hoonaard، Will C. (2008). "Emergency from Obscurity: The Journey of Sociology in the Baháʼí Community" (PDF). Journal of Baháʼí Studies. ج. 18 ع. 1/4: 12. اطلع عليه بتاريخ 2012-05-24.[وصلة مكسورة]
11. ↑  Effendi، Shoghi (1973). Directives from the Guardian - 49: Daniel, the prophecy of. ص. 18. مؤرشف من الأصل في 2024-12-12. اطلع عليه بتاريخ 2020-09-07 – عبر Baha'i Reference Library.
12. ↑  Beckwith، Francis (1985). Baháʼí. Minneapolis, MN, USA: Bethany House. ص. 37–38. ISBN:0-87123-848-9.
13. ↑  The National Spiritual Assembly of the Baháʼís of the United States (24 سبتمبر 1992). "Dates in Baha'u'llah and the New Era: A response to Francis Beckwith". مؤرشف من الأصل في 2025-03-30. اطلع عليه بتاريخ 2006-12-22.
14. ↑  The Universal House of Justice (25 يونيو 1995). "Beckwith's allegations". مؤرشف من الأصل في 2025-02-06. اطلع عليه بتاريخ 2006-12-22.
15. ↑  The Universal House of Justice (4 مايو 1999). "Access to materials at the Baháʼí World Centre". مؤرشف من الأصل في 2025-02-03. اطلع عليه بتاريخ 2006-12-25.
16. ↑  Other Sites in Haifa نسخة محفوظة 2025-02-20 على موقع واي باك مشين.
17. ↑  "U.K. Baháʼí Heritage - Picture Display Seven". مؤرشف من الأصل في 2008-09-08.
18. ↑  Effendi، Shoghi (1971). Messages to the Baháʼí World, 1950-1957. Wilmette, Illinois, USA: Baháʼí Publishing Trust. ص. 174. ISBN:0-87743-036-5. مؤرشف من الأصل في 2025-01-15.
19. ↑  The John Esslemont School Transforms Itself Baháʼí Journal of the Baháʼí Community of the United Kingdom of Great Britain and Northern Ireland, Volume 19, No.7 – January, 2003 نسخة محفوظة 2022-08-19 على موقع واي باك مشين.
20. ↑  John Esslemont Memorial Lecture نسخة محفوظة 2006-10-03 على موقع واي باك مشين. The Scottish Baháʼí, No.39 – Spring, 2005

## وصلات خارجية
- مؤلفات جون إيسلمونت في مشروع غوتنبرغ
- أعمال أو نبذة عن جون إيسلمونت على أرشيف الإنترنت